# Sveriges ambassad i Montevideo
Sveriges ambassad i Montevideo (spanska: Embajada de Suecia en Montevideo) var Sveriges diplomatiska beskickning i Uruguay som var belägen i landets huvudstad Montevideo. Beskickningen bestod av en ambassad och ett antal svenskar utsända av Utrikesdepartementet (UD). Ambassaden invigdes 1949, och stängdes igen 1993, varpå ansvaret för Sveriges diplomatiska förbindelser med Uruguay förlades till Sveriges ambassad i Buenos Aires.

## Beskickningschefer
| Namn                       | Period    | Funktion          | Ackreditering                                            |
| -------------------------- | --------- | ----------------- | -------------------------------------------------------- |
| Carl Hultgren              | 1918–1925 | Envoyé            | Sidoackrediterad från beskickningen i Buenos Aires.      |
| Einar Ekstrand             | 1925–1931 | Envoyé            | Sidoackrediterad från beskickningen i Buenos Aires.      |
| Christian Günther          | 1931–1934 | Envoyé            | Sidoackrediterad från beskickningen i Buenos Aires.      |
| Einar Modig                | 1934–1939 | Envoyé            | Sidoackrediterad från beskickningen i Buenos Aires.      |
| Wilhelm Winther            | 1940–1945 | Envoyé            | Sidoackrediterad från beskickningen i Buenos Aires.      |
| Carl Olof Gisle            | 1946–1948 | Envoyé            | Sidoackrediterad från beskickningen i Buenos Aires.      |
| Herbert Ribbing            | 1949–1949 | Envoyé            | Sidoackrediterad från beskickningen i Buenos Aires.      |
| Carl-Herbert Borgenstierna | 1949–1953 | Charge d'affaires |                                                          |
| Gösta Hedengren            | 1953–1956 | Charge d'affaires |                                                          |
| Gösta Hedengren            | 1956–1963 | Ambassadör        |                                                          |
| Åke Jonsson                | 1964–1969 | Ambassadör        |                                                          |
| Tore Högstedt              | 1969–1976 | Ambassadör        | Sidoackrediterad till Asunción (från 1972).              |
| Torsten Björck             | 1976–1981 | Ambassadör        | Sidoackrediterad till Asunción.                          |
| Lars Karlström             | 1981–1982 | Ambassadör        | Sidoackrediterad från ambassaden i Buenos Aires.         |
| –                          | 1983–1983 | Ambassadör        | Vakant. Sidoackrediterad från ambassaden i Buenos Aires. |
| Bengt Friedman             | 1983–1986 | Ambassadör        | Sidoackrediterad från ambassaden i Buenos Aires.         |
| Ethel Wiklund              | 1986–1987 | Ambassadör        | Sidoackrediterad från ambassaden i Buenos Aires.         |
| Anders Sandström           | 1987–1994 | Ambassadör        | Sidoackrediterad från ambassaden i Buenos Aires.         |
| Håkan Granqvist            | 1994–1997 | Ambassadör        | Sidoackrediterad från ambassaden i Buenos Aires.         |
| Peter Landelius            | 1997–2001 | Ambassadör        | Sidoackrediterad från ambassaden i Buenos Aires.         |
| Madeleine Ströje-Wilkens   | 2001–2005 | Ambassadör        | Sidoackrediterad från ambassaden i Buenos Aires.         |
| Arne Rodin                 | 2005–???? | Ambassadör        | Sidoackrediterad från ambassaden i Buenos Aires.         |
| Charlotte Wrangberg        | 2010–2013 | Ambassadör        | Sidoackrediterad från ambassaden i Buenos Aires.         |
| Gufran Al-Nadaf            | 2013–2016 | Ambassadör        | Sidoackrediterad från ambassaden i Buenos Aires.         |